# Ildefonso Falcones
Ildefonso Falcones (Barcelona, 1959) é um escritor e advogado espanhol.

## Biografia
Ildefonso Falcones nasceu em Barcelona em 1959, filho de um advogado e de uma dona de casa. Aos 17 anos de idade, a morte de seu pai interrompeu a carreira desportiva de Ildefonso; no hipismo — havia chegado a ser campeão nacional de júniores em Espanha, na modalidade de saltos — e no hóquei. 
Estudou no Colégio dos Jesuítas de Santo Inácio, antes de ingressar no curso de Economia, na Universidade de Barcelona. Abandonou estes estudos, passando a estudar Direito, acumulando o curso com um emprego numa casa de bingo. 
Em 2006, após cinco anos escrevendo, lançou seu primeiro livro, "A catedral do mar", que se tornou a novela mais lida na Espanha no ano seguinte. Em 2008, participou de um ato político na basílica de Santa Maria do Mar em companhia de Mariano Rajoy, Dolors Nadal e Daniel Sirera, dirigentes do Partido Popular (Espanha), partido do qual Ildefonso é simpatizante. Em 10 de junho de 2009, publicou "A mão de Fátima". 
Em 4 de abril de 2010, o município de Juviles, em reconhecimento pela popularidade que o romance "A mão de Fátima" trouxe ao município, nomeou uma de suas ruas com o nome "Rua Ildefonso Falcones". Em 2013, o escritor lançou o romance "A rainha descalça". Atualmente, o escritor possui seu próprio escritório de advocacia no Eixample, em Barcelona. É casado e é pai de quatro filhos.

## Obras
- A catedral do mar (La catedral del mar) (2006)
- A mão de Fátima (La mano de Fátima) (2009)
- A rainha descalça (La reina descalza) (2013)
- Os herdeiros da terra (Los herederos de la tierra) (2016)